# Brent Eleigh
Brent Eleigh – wieś w Anglii, w hrabstwie Suffolk, w dystrykcie Babergh. Leży 23 km na zachód od miasta Ipswich i 94 km na północny wschód od Londynu. Miejscowość liczy 180 mieszkańców.